# مصطفى الترك
مصطفى الترك (بالإنجليزية: Mostapha al-Turk)‏ من مواليد 14 تموز/يوليو 1973 هو فنان عسكري مختلط لبناني إنجليزي متقاعد، كان بطل أوروبا في بطولة المصارعة العالمية ADCC في عام 2005 وكان «البطل البريطاني في سباق قفص الغضب للوزن الثقيل» قبل أن يتخلى عن لقبه للتوقيع على عقد من أربع مباريات مع بطولة القتال النهائي.

## خلفية
ينتمي الترك إلى عائلة من الطبقة المتوسطة في العاصمة اللبنانية بيروت، وأصبح مهتمًا ببطولة القتال النهائي وفنون القتال المختلطة بعد مشاهدة بعض الأحداث. كان والده طبيباً وكان مصطفى يعمل في صناعة الأدوية، قبل أن يقرر الانتقال إلى الفنون القتالية المختلطة، ولدى مصطفى مهنة مصارع بارزة، مع خلفية في جيو جيتسو البرازيلية.
كان التركي بطل أوروبا في بطولة المصارعة العالمية ADCC ووصل إلى نهائي البطولة، حيث خسر أمام غابرييل غونزاغا مقاتل بطولة القتال النهائيبثلاث نقاط فقط، مما حفزه على الانتقال إلى فنون القتال المختلطة.

## مهنة فنون القتال المختلطة

### الوظيفة المبكرة
قبل الاحتراف خاض التركي نزالين للهواة، بنتيجة 0-2 وانتهى النزال بالإصابات، كما شارك في مباريات الملاكمة للهواة ومباريات {{مصارعة إخضاع كوسيلة لإعداد نفسه لفنون القتال المختلطة.
ومع ذلك كانت بداية مصطفى سيئة في مسيرته المهنية في فنون القتال المختلطة حيث فقد أول معركتين له بالضربة القاضية، وعزا بدايته المذهلة إلى عدم الاستعداد الذهني وعدم وجود دعم أسري للمنافسة في هذه الرياضة.

### قفص الغضب
قاتل الترك في المنظمة البريطانية الصاعدة قفص الغضب بعد حوالي عام من خسارته نوبة الاحتراف الثانية، حيث كانت بدايته رائعه وفاز بثلاث معارك متتاليه بالضربة القاضية، بما في ذلك الفوز على سنتوريو هنري المخضرم في السومو وبطولة فخر القتال

## البطولات والإنجازات
- قفص الغضب 
  - بطولة Cage Rage البريطانية للوزن الثقيل (مرة واحدة، الأخيرة)

## سجل فنون القتال المختلطة
| السجل المهني |       |         |
| 12 نزال      | 6 فوز | 6 خسارة |
| ضربة قاضية   | 4     | 3       |
| إخضاع        | 2     | 1       |
| قرار القضاة  | 0     | 2       |

| النتيجة | السجل | الخصم                | الطريقة        | الحدث                                  | التاريخ        | الجولة | الوقت | المكان                      | الملاحظات |
| ------- | ----- | -------------------- | -------------- | -------------------------------------- | -------------- | ------ | ----- | --------------------------- | --------- |
| خسر     | 6-6   | جون مادسن            | قرار بالإجماع  | يو إف سي 112                           | 10 أبريل 2010  | 3      | 5:00  | أبو ظبي                     |           |
| خسر     | 6-5   | ميركو كرو كوب        | الضربة القاضية | يو إف سي 99                            | 13 يونيو 2009  | 1      | 3:06  | كولونيا، ألمانيا            |           |
| خسر     | 6-4   | Cheick Kongo         | الضربة القاضية | يو إف سي 92                            | 27 ديسمبر 2008 | 1      | 4:37  | لاس فيغاس، الولايات المتحدة |           |
| فاز     | 6-3   | James McSweeney      | الضربة القاضية | Cage Rage 27 ‏                          | 12 يوليو 2008  | 1      | 2:06  | لندن                        |           |
| فاز     | 5-3   | Gary Turner ‏         | إخضاع (لكمات)  | Cage Rage 25 ‏                          | 8 مارس 2008    | 1      | 3:19  | لندن                        |           |
| خسر     | 4-3   | Tengiz Tedoradze     | الضربة القاضية | Cage Rage 23                           | 22 سبتمبر 2007 | 3      | 3:26  | لندن                        |           |
| فاز     | 4-2   | مارك كير             | إخضاع (لكمات)  | Cage Rage 20                           | 10 فبراير 2007 | 1      | 2:29  | لندن                        |           |
| فاز     | 3-2   | سنتوريو هنري         | الضربة القاضية | Cage Rage 18                           | 30 سبتمبر 2006 | 1      | 0:56  | لندن                        |           |
| فاز     | 2-2   | Martin Thompson      | الضربة القاضية | Cage Rage 16                           | 22 أبريل 2006  | 1      | 3:02  | لندن                        |           |
| فاز     | 1-2   | Fereidoun Naghizadeh | الضربة القاضية | Cage Rage 9 - No Mercy                 | 27 نوفمبر 2004 | 1      | 2:25  | لندن                        |           |
| خسر     | 0-2   | Kassim Annan         | الضربة القاضية | XFC 2 - The Perfect Storm              | 9 نوفمبر 2003  | 1      | N/A   | كورنوال                     |           |
| خسر     | 0-1   | Mike Ward            | إخضاع (armbar) | XFC 1 - Xtreme Fighting Championship 1 | 3 مارس 2002    | 1      | 1:00  | كورنوال                     |           |

## روابط خارجية
- مصطفى الترك على موقع أرشيف الشارخ.
- مصطفى الترك على موقع IMDb (الإنجليزية)
- مصطفى الترك على موقع قاعدة بيانات الفيلم (الإنجليزية)
- مصطفى الترك على موقع يو إف سي (الإنجليزية)
- مصطفى الترك على موقع شيردوغ (الإنجليزية)
- سجل الفنون القتالية المختلطة المهني لـ مصطفى الترك على شيردوغ
- مصطفى الترك
- لندن مطلق النار
- مقابلة في مجلة المقاتلون فقط
- ميزة من شرق لندن وغرب إسكس الجارديان السلسلة
- فيديو: مارك كير و مصطفى الترك